# 涌泉郡
涌泉郡，中国古代的郡。
西魏改西宕渠郡置，治所在涌泉县（今四川省射洪市东南）。辖境相当今四川省射洪市一带。隋朝开皇三年（583年）废。 